# 阿布哈桑·巴尼萨德尔
阿布哈桑·巴尼萨德尔（波斯語：ابوالحسن بنی‌صدر，1933年3月22日—2021年10月9日），1979年伊朗革命后第一任伊朗总统。

## 早年生活
巴尼萨德尔出生于伊朗哈马丹一个富裕的地主家庭，由于他父亲是一名阿亚图拉，与霍梅尼关系十分亲密，所以阿布哈桑得以靠着父亲的人际关系和声望而成为霍梅尼的门生，1972年他父亲逝世后的葬礼上，阿布哈桑认识了霍梅尼。在德黑兰大学，他主修神学和法律。大学期间，他参与过一些反国王的学生团体，还曾两次入狱，1963年因暴动事件受过伤。之后他去了法国的巴黎第四大学留学，在法国期间他与霍梅尼所领导的伊朗抵抗力量频繁接触。1979年，他随霍梅尼一同返回伊朗从事伊斯兰革命的活动。在新建立的政府中，他担任了经济和财政部长一职，同时也是临时的代理外交部长。

## 總統任內

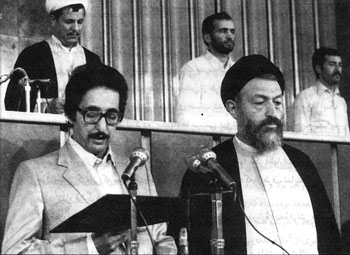
巴尼萨德尔 (左) 在1980年宣誓就任伊朗第一任总统的照片。站在他正后方的是当任伊朗伊斯兰会议议长，后来成为第四任伊朗总统的阿克巴尔·哈什米·拉夫桑贾尼

1980年，巴尼萨德尔成为了第一任由人民选举出的伊朗总统。虽然有霍梅尼的支持，但实际上他与伊斯兰共和党的关系并不融洽，这种情况在激进学生占领了美国大使馆后得到进一步恶化，他并不支持这一行动。霍梅尼还指派他担任伊朗革命委员会主席。他希望能放慢伊斯兰革命的速度，但未能取得实质结果。随着与伊拉克摩擦的升级，他开始在军队中安插力量，组织总统卫队试图叛变。1980年6月，霍梅尼解除了其军事领导权。但同年9月伊拉克正式攻击伊朗之后，他又被委任为最高防御委员会主席。在这之后直到他的总统任期结束为止，他基本上都在前线的指挥所内。

## 遭到彈劾及流亡
1981年6月21日，伊朗议会在巴尼萨德尔缺席的情况下对他进行了弹劾。据说与他得罪了某些有权的教士有关。因为霍梅尼本人在第二天便签署了这一文件，所以有人认为霍梅尼可能也是弹劾的支持者。同年7月，巴尼萨德尔同拉贾维（Masud Rajavi）一同逃亡法国，组建反对霍梅尼统治的流亡政府并自任总统。1997年，巴尼萨德尔在德国柏林的一个法庭上指证伊朗政府，这一审判控告伊朗政府试图谋杀自己的反对者。2009年，他公开批评伊朗的总统选举中存在舞弊。
2019年，86岁高龄的阿布哈桑·巴尼萨德尔再一次公开批评伊朗伊斯兰共和国的政体是独裁的高压统治，并把欧美制裁伊朗的责任归咎于伊朗政府和哈梅内伊，指责他们令伊朗人民活得这么糟糕。
2021年10月9日，长期患病的巴尼萨德尔在法国巴黎逝世，享年88岁。根據其社交平台Instagram發佈的消息，巴尼薩德爾的葬禮和記念儀式將於2021年10月16日在法國凡爾賽舉行。
巴尼萨德尔是伊朗持不同政见官员中最高级别之一人，官至伊朗总统。